# 格拉韋尼瓦爾岩
66°21′S 136°43′E / 66.350°S 136.717°E
格拉韋尼瓦爾岩（英語：Gravenoire Rock）是南極洲的岩石，處於X岩東南面2公里，是維克多灣入口處的東部，美國海軍在1946至1947年拍攝空中照片，由法國探險隊被繪入地圖。